# Микросхемы генераторов звуковой частоты
Микросхемы звукогенераторов — специализированные микросхемы для генерации звука. Они могут использоваться для воспроизведения звуковых эффектов и синтезированной музыки (см. chiptune) в компьютерах, игровых системах (консолях, автоматах) и бытовой технике. Англоязычное название для микросхем этого типа — sound chip, в русской технической терминологии существует сокращение ПГЗ — программируемый генератор звука. Они могут быть полностью цифровыми, полностью аналоговыми, или смешанного типа. В их состав могут входить генераторы частоты (обычно основанные на делении входной тактовой частоты с программно изменяемым коэффициентом деления), контроллеры огибающей, схемы воспроизведения семплов, фильтры, и усилители сигнала.
Звукогенераторы можно разделить на две основные категории — непосредственно синтезирующие звук, и воспроизводящие заранее оцифрованные звуки. Первая категория также может быть разделена по принципу работы на простые синтезаторы частот (построенные на делителях частоты с дополнительными компонентами), и синтезаторы, использующие метод частотной модуляции (FM-синтез, основан на взаимной модуляции нескольких генераторов звука).
В русском языке микросхемы звукогенераторов часто ошибочно называют звуковыми процессорами. Однако они не обрабатывают звук. Название звуковой процессор может применяться к цифровым сигнальным процессорам, используемым для обработки звука (например, создания эффекта программно управляемого эхо), а также к микросхемам звукогенераторов, содержащих в своём составе микропроцессор.

## Микросхемы простых звукогенераторов
- Atari:
  - POKEY
- General Instrument:
  - General Instrument AY-3-8910
- Konami:
  - Konami SCC (также содержит схему управления расширенной памятью)
  - Konami SCC-I (SCC+, улучшенный вариант Konami SCC)
  - Konami VRC6 (также содержит схему управления расширенной памятью)
- MOS Technology:
  - MOS Technology 6560 / 6561 «VIC» (видеоконтроллер, имеющий также схему генерации звука)
  - MOS Technology 6581 / 8580 «SID»
  - MOS Technology 7360 / 8360 «TED» (видеоконтроллер, имеющий также схему генерации звука)
- Ricoh:
  - Ricoh 2A03 (выполнен на одном кристалле с 6502-совместимым процессором)
- Philips:
  - Philips SAA1099
- Texas Instruments:
  - Texas Instruments SN76477
  - Texas Instruments SN76489
- Yamaha:
  - Yamaha YM2149F (аналог General Instrument AY-3-8910)
- В советских персональных компьютерах часто для генерации звука использовалась микросхема программируемого таймера КР580ВИ53.

## Микросхемы звукогенераторов на основе фазовой модуляции
Обозначение FM используется уже в оригинальной документации фирмы Yamaha. Это обозначение часто ошибочно расшифровывают как частотную модуляцию. Но в действительности в серии чипов FM-синтеза от Yamaha применяется фазовая модуляция.
- Двух-операторные FM-синтезаторы Yamaha (серия OPL):
  - Yamaha YM3526 (также известна как OPL, FM Operator Type-L)
  - Yamaha Y8950 (MSX-Audio) — аналог OPL с дополнительными возможностями
  - Yamaha YM3812 (OPL2) — использовалась в Sound Blaster
  - Yamaha YMF262 (OPL3) — имеет возможности четырёх-операторного синтеза
  - Yamaha YMF278 (OPL4) — имеет возможности четырёх-операторного синтеза
  - Yamaha YM2413 (OPLL)
- Четырёх-операторные FM-синтезаторы Yamaha:
  - Yamaha YM2203 (OPN)
  - Yamaha YM2608 (OPNA)
  - Yamaha YM2610 (OPNB)
  - Yamaha YM2612 (OPN2)
  - Yamaha YM2151 (OPM)
  - Yamaha YM2164 (OPP)
- Микросхемы других производителей:
  - Konami VRC7 (аналог YM2413, также содержит схему управления расширенной памятью)

## Микросхемы звукогенераторов на основе воспроизведения семплов
- - MOS Technology 8364 «Paula»
  - Sony SPC700 (имеет собственный управляющий процессор)
  - National LMC 1992